# Slovenski utrinki
A Slovenski utrinki a magyarországi szlovén nemzetiség kéthetente jelentkező nemzetiségi műsora, melyet a Duna és a Duna World ad le. 1990-ben hozták létre, eleinte pénteken, később már csütörtökön láthatták a tévénézők, az adásideje összesen harminc perc. A műsorvezetője jelenleg Merkliné Doncsecz Ibolya, aki szintén szlovén nemzetiségű és 1992 óta szerkeszti a műsort. A műsor címe magyarul annyit tesz, hogy Szlovén szikrák, vagy Szlovén villanások, ez azt kívánja kifejezni, hogy a magyarországi szlovén nemzetiség, bár számbelileg kicsi, de életképes.
A Slovenski utrinki célja, hogy tájékoztassa a magyarországi szlovéneket anyanyelvükön a velük kapcsolatos otthoni és külföldi eseményekről. Beszámolnak rendezvényekről és interjúkat is készítenek. A régi hagyományokat és egykori történt eseményeket is feldolgozzák, hogy a fiatalság is megismerje múltját, azonkívül az anyanemzetet Szlovéniát is megismerhetik benne a nézők. Az anyanyelven való közléssel a nemzetiség fennmaradását is elérni kívánják a műsor készítői.
A felvételek először egy szombathelyi stúdióban készülnek el, ezt továbbítják Budapestre. A műsorvezető és a kommentár a Vas vármegyei szlovén nyelvjárásban beszél (vendül), míg a műsorban a nyelvjárás mellett, irodalmi szlovén nyelvű nyilatkozatok is elhangzanak. Természetesen, hogy a magyar nézők számára is érthető legyen, magyar feliratozás is megy az egész műsor alatt.

## Külső hivatkozás
- MTV videótár – A Slovenski utrinki adásai